# Suha Jurivka, Berezivka
Suha Jurivka (în ucraineană Суха Журівка) este un sat în comuna Șîreaieve din raionul Berezivka, regiunea Odesa, Ucraina.

## Demografie
Componența lingvistică a localității Suha Jurivka
     Ucraineană (69,94%)
     Română (24,54%)
     Rusă (3,68%)
Conform recensământului din 2001, majoritatea populației localității Suha Jurivka era vorbitoare de ucraineană (69,94%), existând în minoritate și vorbitori de română (24,54%), rusă (3,68%) și armeană (1,23%).